# La Champenoise
La Champenoise är en kommun i departementet Indre i regionen Centre-Val de Loire i de centrala delarna av Frankrike. Kommunen ligger i kantonen Issoudun-Nord som tillhör arrondissementet Issoudun. År 2022 hade La Champenoise 305 invånare.

## Befolkningsutveckling
Antalet invånare i kommunen La Champenoise
Referens:INSEE